# Isovalina
Isovalina é um aminoácido de ocorrência natural rara, inicialmente encontrado no Murchison, meteorito que caiu em Murchison em 1969. Até 2009, a substância só havia sido encontrada em duas amostras.
A variedade L-isovalina é considerada de extrema importância biologicamente, pois é responsável pelo surgimento das primeiras proteínas necessárias a vida. Conforme estudos científicos, também pode ter propriedades analgésicas. É um alfa-aminoácido não-proteinogênico.

## Origem da vida na terra
Conforme estudos da NASA, conduzido pelo astrônomo Daniel Glavin, atraves de panspermia, meteoritos teriam trazido o aminoácido essencial à Terra.
Seus estudos comprovam que há uma variedade muito maior do que fora pesquisado de asteroides que contêm o aminoácido L-isovalina.
Glavin correlacionou a presença da L-isovalina à da água nos meteoritos, o que a torna a ocorrência muito mais comum. reforçando a tese de que os aminoácidos essenciais que deram início às formas de vida primitiva teriam vindo do espaço.